# Абеллаїт
Абеллаїт — гідрокарбонатний мінерал, виявлений у покинутому урановому руднику «Еврика» в селі Торре-де-Капделла (провінція Леріда), Каталонія, Іспанія. Ідеальна хімічна формула абеллаїту — NaPb2(CO3)2(OH). Він названий на честь Джоана Абелла-і-Креуса, каталонського гемолога, який тривалий час вивчав мінерали з рудника «Еврика» і вперше знайшов у копальні абеллаїт. Команда, до складу якої входять, зокрема, Хорді Ібаньєз-Інса з Інституту наук про Землю Жауме Альмера (CSIC) і Джоан Віньяльс і Ксав'є Ллове з Університету Барселони, визначили та охарактеризували структуру та хімічний склад мінералу.
Кристали абеллаїту від безбарвного до білого, мають скляний або перламутровий вигляд і легко кришаться. Мінерал має відомий синтетичний аналог і хімічно схожий на санроманіт. Роберт Гейзен з колегами передбачили його існування в 2015 році.

## Місця знахідок
Каталонія, Іспанія: рудник «Еврика», Кастель-Естао, Ла-Торре-де-Кабделла, Ла-Валь-Фоска, Ель-Пальярс-Хусса, Леріда, Каталонія
Росія: пегматит «Ювілейна», гора Карнасурт, Ловозерський масив, Мурманська область.